# Богатиня
Богатѝня (на полски: Bogatynia; на немски: Reichenau) е град в Югозападна Полша, Долносилезко войводство, Згожелешки окръг. Административен център е на градско-селската Богатинска община. Заема площ от 59,88 км2.

## Население
Според данни от полската Централна статистическа служба, към 31 декември 2014 г. населението на града възлиза на 18 299 души. Гъстотата е 306 души/км2.